# Bordeaux-Saint-Clair
Bordeaux-Saint-Clair – miejscowość i gmina we Francji, w regionie Normandia, w departamencie Sekwana Nadmorska.
Według danych na rok 1990 gminę zamieszkiwało 525 osób, a gęstość zaludnienia wynosiła 51 osób/km² (wśród 1421 gmin Górnej Normandii Bordeaux-Saint-Clair plasuje się na 437. miejscu pod względem liczby ludności, natomiast pod względem powierzchni na miejscu 331.).